# Пол Герберт Грайс
Пол Герберт Грайс (1913—1988) — англійський філософ-аналітик, засновник теорії імплікатур.
Початкову освіту здобув у коледжі Христа при Оксфорді. Після року навчання в публічній школі, пройшов п'ятирічну службу в королівському флоті, і тільки після цього повернувся до академічної кар'єрі в Оксфорді, де займав різні місця в ієрархії, поки в 1967 році не отримав запрошення університету Берклі. Він викладав там протягом двадцяти років, навіть після офіційного виходу на пенсію — фактично до самої своєї смерті в 1988.
Здобув світову популярність в області філософії мови. Також вніс вклад в класичну філософію, як-то коментарі до Аристотеля і Канта.

## Критика
Теорія релевантності Дена Спербера та Дейрдре Вілсон базується на теорії значення Грайса та його тлумаченні прагматичного висновку, а також ставить їх під сумнів. Теорія стверджує, що чотири максими розмови Грайса можна звести до однієї (і вони маються на увазі) однієї: «Будьте релевантними» (оскільки кожне висловлювання передає презумпцію власної оптимальної релевантності).